# سارة هنتر (لاعبة اتحاد الرغبي)
سارة هنتر (بالإنجليزية: Sarah Hunter)‏ هي لاعبة اتحاد الرغبي بريطانية، ولدت في 19 سبتمبر 1985 في نيوكاسل أبون تاين في المملكة المتحدة.